# Auximella producta
Auximella producta là một loài nhện trong họ Amaurobiidae.
Loài này thuộc chi Auximella. Auximella producta được Ralph Vary Chamberlin miêu tả năm 1916.